# Robert Freissler
Robert Freissler, též Robert Freißler (23. března 1877 Opava – 7. ledna 1950 Štýrský Hradec), byl německojazyčný politik v Rakouském Slezsku, na podzim roku 1918 zemský hejtman provincie Sudetenland v rámci Německého Rakouska.

## Život
Narodil se jako syn německého lékaře a dlouholetého ředitele Slezské zemské nemocnice v Opavě Ernsta Freisslera. V letech 1887–1895 vystudoval opavské německé gymnázium. Poté pokračoval ve studiu práva na Univerzitě ve Vídni, kde 25. května 1900 získal titul doktora práv. Krátce pracoval u prezidia Vrchního zemského soudu ve Vídní a pak jako koncipista v Obchodní a živnostenské komoře v Brně a později v Opavě. Dne 22. ledna 1905 se v opavském evangelickém kostele oženil s Ilse Weishuhnovou, dcerou podnikatele Carla Weisshuhna. V souvislosti se sňatkem změnil Freissler náboženství z katolického na evangelické.
Ve volbách do Říšské rady roku 1911 se stal za Německou nacionální stranu (DNP) poslancem Říšské rady (celostátní parlament), kam byl zvolen za okrsek Slezsko 03. Usedl do poslanecké frakce Německý národní svaz (Deutscher Nationalverband). Ve vídeňském parlamentu setrval do zániku monarchie.
Když se 30. října 1918 z převážně německých okresů Rakouského Slezska a severní Moravy zformovala provincie Sudetenland, stal se Robert Freissler jejím zemským hejtmanem. V této době také zasedal v Provizorním národním shromáždění Německého Rakouska. Sám ale podle svých pozdějších vzpomínek již věděl, že přežití německých separatistických provincií je nereálné. Ovšem jak zpětně uvedl, „nemohli jsme o tom zevrubně poučit naše obyvatelstvo.“ Ještě se pokusil prosadit požadavky na sebeurčení Sudetských Němců na Pařížské mírové konferenci roku 1919, kam odjel on, Rudolf Lodgman a Josef Seliger coby hlavní představitelé této etnické skupiny. Když pak v září 1919 Rakousko podepsalo Saint-Germainskou mírovou smlouvu, kterou uznalo přičlenění většinově etnicky německých oblastí českých zemí k Československu, vystoupil v rakouském parlamentu s protestním projevem, v němž prohlašoval: „Nikdy se nevzdá náš národ nároku na právo sebeurčení, nikdy neuzná znásilnění za právní stav a nikdy nepřestane všemi vhodnými prostředky vést boj za svou národní svobodu. Naším nejbližším úkolem je vybojovat německému lidu v rámci státu, do kterého byl imperialismem západních mocností vnucen, plnou, neomezenou samosprávu jeho národních věcí.“
Dne 25. listopadu 1946 byl spolu se svou manželkou odsunut z Československa do americké okupační zóny Německa, odkud se v roce 1947 přestěhovali ke svému švagrovi Ernstu Weishuhnovi do Rakouska. Zde 7. ledna 1950 zemřel na následky rakoviny plic.

## Dílo
- Vom Zerfall Oesterreichs bis zum tschechoslowakischen Staate : eine historisch-politische Studie mit besonderer Berücksichtigung der Verhältnisse in Schlesien, Nordmähren und Ostböhmen. Berlin : Hela-Verlag, 1921. 266 s.
- Gesellschaftliche Probleme : 1. Gedanken zur nationalen politik. Troppau : Adolf Drechsler, 1923. 26 s.